# Feketeszárnyú kuhi
A feketeszárnyú kuhi (Elanus caeruleus) a madarak osztályának vágómadár-alakúak (Accipitriformes) rendjébe, ezen belül a vágómadárfélék (Accipitridae) családjába tartozó faj.

## Előfordulása
Afrika Szahara alatti részén, a trópusi Ázsiában és Európában, Spanyolország területén honos. Szavannák, sztyeppék és félsivatagok lakója. Magyarországon 2012-ben észlelték először, a Zámolyi-medencében – Európában Lengyelországban, Görögországban, Ausztriában, Magyarországon és Németországban alkalmanként szintén észleltek már kuhikat.

## Alfajai
- feketeszárnyú kuhi (Elanus caeruleus caeruleus), Dél-Európa és Afrika
- indonéz kuhi (Elanus caeruleus hypoleucos), Jáva, Celebesz, Fülöp-szigetek
- szumátrai kuhi (Elanus caeruleus sumatranus), Szumátra
- Elanus caeruleus vociferus, Dél-Ázsia
- új-guineai kuhi (Elanus caeruleus wahgiensis), Új-Guinea szigete

## Megjelenése
Testhossza 33 centiméter, szárnyfesztávolsága 75 centiméter. Szemei vörösek, hátoldala kékesszürke, hasi része világos, szárnyai feketék.
Feje viszonylag nagy, farka rövid. Lábai sárgák.
|  |  |

## Életmódja
Kiemelkedő pontról vagy a levegőben vadászik, rovarokból, főleg sáskákból álló táplálékára.

## Szaporodása
A sólymoktól eltérően készít fészket, általában tüskés bokorba. A fészekanyagot a hím hordja, míg a tojó a fészket építi. Fészekalja 3-5 tojásból áll, melyeken 26 napig kotlik.
|  |